# Salonsaari (ö i Birkaland, Tammerfors, lat 61,67, long 24,64)
Salonsaari är en ö i Finland. Den ligger i sjön Koljonselkä och i kommunen Orivesi i den ekonomiska regionen Tammerfors och landskapet Birkaland, i den södra delen av landet, 170 km norr om huvudstaden Helsingfors. Öns area är 85,3 hektar och dess största längd är 1,7 kilometer i öst-västlig riktning.